# Meioneta ordinaria
Meioneta ordinaria là một loài nhện trong họ Linyphiidae.
Loài này thuộc chi Meioneta. Meioneta ordinaria được Ralph Vary Chamberlin & Wilton Ivie miêu tả năm 1947.